# Sidymella trapezia
Sidymella trapezia là một loài nhện trong họ Thomisidae.
Loài này thuộc chi Sidymella. Sidymella trapezia được Ludwig Carl Christian Koch miêu tả năm 1874.